# Halcyon Way
Halcyon Way ist eine US-amerikanische Power- und Progressive-Metal-Band aus Atlanta, Georgia, die im Jahr 2001 gegründet wurde.

## Geschichte
Die Band wurde im Jahr 2001 gegründet. Zusammen entwickelten sie die ersten Lieder und veröffentlichten in den Folgejahren ein Demo und eine EP. in den Jahren 2004 und 2007 spielte die Band auf dem ProgPower USA. 2008 folgte ihr Debütalbum A Manifesto for Domination. Das Album wurde von Gitarrist Jon Bodan produziert und hatte dabei Unterstützung von James Murphy, der das Album auch masterte. Das Album erschien weltweit bei Nightmare Records. 2010 folgte mit Building the Towers das zweite Album, das von der Band und von Lasse Lammert (Alestorm, Svartsot) produziert wurde. Auf dem Album war Steve Braun als neuer Sänger vertreten. Am 25. Oktober 2011 schloss sich die EP IndoctriNation an.
Die Band spielte bereits zusammen mit Gruppen wie Helloween, Strapping Young Lad, Symphony X, Fozzy, Kamelot, Death Angel, Cage, Doro Pesch, Marc Rizzo, Sanctity, Vicious Rumors, Seven Witches, Samael, Cathedral, Brand New Sin, To/Die/For, Virgin Black, Prototype, Echoes of Eternity, Sacred Dawn, Krucible, Cellador, Freak Kitchen, A Lower Deep, Scum of the Earth, Speed X, Bobaflex, Society 1, Odin's Court, Imagika, Aska, Mindwarp Chamber, Six Minute Century, Circle II Circle, und Enertia.

## Stil
Die Band spielt anspruchsvollen, progressiven Power Metal, wobei der teilweise Einsatz von gutturalem Gesang charakteristisch ist.

## Diskografie
- 2002: Blind Eyes to the Sky (Demo, Eigenveröffentlichung)
- 2004: Deliver the Suffering (EP, Eigenveröffentlichung)
- 2008: A Manifesto for Domination (Album, Nightmare Records)
- 2010: Building the Towers (Album, Nightmare Records)
- 2011: IndoctriNation (EP, Nightmare Records)
- 2014: Conquer (Album, Nightmare Records)